# Rugby Club Rustavi Kharebi
Actualités
Le Rugby Club Rustavi Kharebi (en géorgien : სარაგბო კლუბი რუსთავის ხარები, couramment partiellement francisé en Rugby Club Roustavi Kharebi) est un club géorgien de rugby à XV basé à Roustavi.
Les joueurs sont surnommés Kharebi (en français : les taureaux).

## Historique
Le club de rugby du Rugby Club Roustavi Kharebi est créé en 1990.
Le club est relégué en deuxième division à l'issue de la saison 2015-2016.
Il fait rapidement son retour en première division, et dispute la finale du championnat 2018-2019.

## Palmarès
- Championnat de Géorgie de rugby à XV :
  - Champion : 1993[2].